# Bociniec
Bociniec ist ein Dorf der Gemeinde Pobiedziska im Powiat Poznański in der Woiwodschaft Großpolen im westlichen Zentral-Polen mit einem Schulzenamt. Der Ort befindet sich etwa 4 km östlich von Pobiedziska und 29 km nordöstlich der Landeshauptstadt Poznań.

## Geschichte
Der Ort gehörte nach der Zweiten Teilung Polens 1793 zum Kreis Schroda und ab 4. Januar 1900 zum Kreis Posen-Ost. Der Ortsname wurde 1903 von Bociniec in Lichtenfelde geändert. Das Gemeindelexikon für das Königreich Preußen von 1905 gibt für den Ort 18 bewohnte Häuser auf 278,2 ha Fläche an. Die 128 Bewohner, die sich aus 103 deutschsprechenden Protestanten und 25 polnischsprechenden Katholiken zusammensetzten, teilten sich auf 21 Mehrpersonenhaushalte auf. Die evangelische Gemeinde gehörte zum Kirchspiel Pudewitz, die katholische zum Kirchspiel Pudewitz. Für den 1. Januar 1908 wird angegeben, dass der Ort Teil des Polizeidistriktes Pudewitz war. Am 1. Dezember 1910 hatte der Ort 145 Einwohner.
In den Jahren 1975 bis 1998 gehörte der Ort zur Woiwodschaft Posen. Zum Schulzenamt gehören auch die Orte Gołuń und Gołunin.